# Măcăleandru cu sprâncene albe
Măcăleandrul cu sprâncene albe (Tarsiger indicus) este o specie de pasăre paseriforme din familia Muscicapidae. Se găsește din Himalaya până în centrul de sud a Chinei și Taiwan. Habitatul său natural este pădurea de rododendron și conifere.
Subspecia formosanus, distribuită în Taiwan, a fost descrisă de Ernst Hartert în 1910. Acum se propune să fie o specie completă, măcăleandrul de tufiș din Taiwan (T. formosanus), într-un studiu de filogenetică moleculară publicat în 2022.